# Hemiliterna nigrovittata
Hemiliterna nigrovittata är en insektsart som först beskrevs av Victor Lallemand 1933.  Hemiliterna nigrovittata ingår i släktet Hemiliterna och familjen spottstritar. Inga underarter finns listade i Catalogue of Life.